# Émile Appay

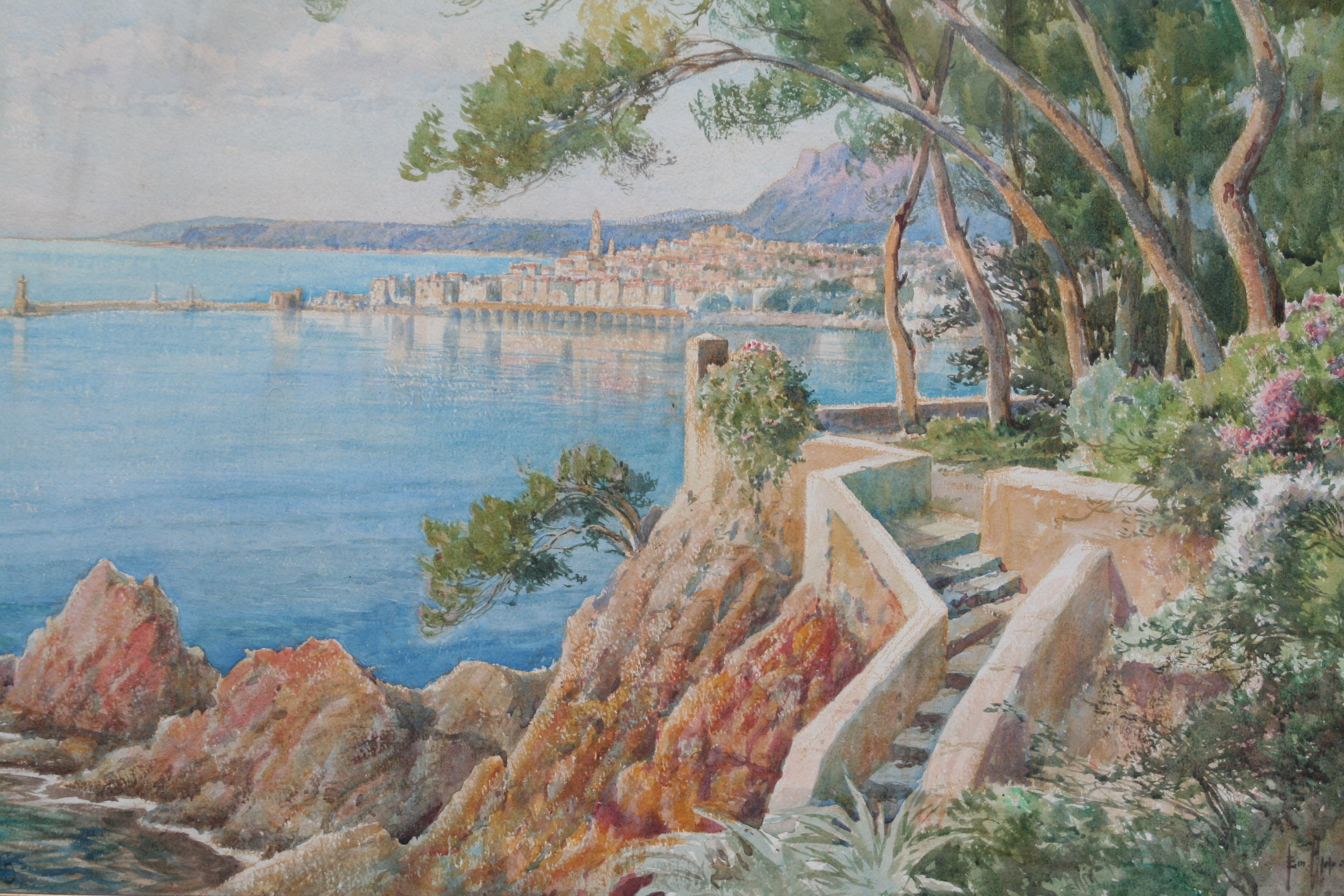
Menton (vista a la acuarela)

Émile Appay (1876-1935)  fue un pintor francés, alumno de Henri Harpignies y de Paul Lecomte y compañero de André Derain.
Pintor paisajista partiendo de la tradición clásica de la «veduta», representó escenas pastoriles y campestres y practicó la pintura plein air, y ha sido especialmente recordado por sus acuarelas y sus ‘cuadros de olas’. Luchó en la Primera Guerra Mundial en Picardia.
Expuso obra en el Salón des Artistes Français, en París, entre 1910 y 1920, así como en el «Salon des Armées» en 1916. También hizo monográficas en las galerías de Georges Petit, Pierre le Chevallier, Jules Gautier (1911-1920)
y en el Hôtel Drouot (1908-1911) y la Galerie P. Hénaut (Paris) (1928-1934).

## Obras
Los cuadros más finos de Appay fueron pintados entre 1906 y 1920, en su mayoría paisajes con árboles y ríos, (Village au bord de l’eau) fruto de sus viajes por Italia (Vue de la Salute, Venise), España (Pont d’Alcantara (Toledo)) y el Norte de África (Vue du port de Sousse, (Túnez)), además de sus monografías en Normandía (Rue de Louviers animée. Eure) o el Mediodía francés (Bord de mer près de Toulon).